# 通运桥
通运桥是位于北京市通州区张家湾镇张家湾城南门的一座明朝石桥。因横跨萧太后河，俗称萧太后桥。

## 历史
萧太后河始建于辽朝，而桥梁历史亦追溯至辽朝。明朝时，桥梁所在为张家湾城城南，故称「南門板橋」。此座木桥歲久板腐，人畜多傷。万历三十三年（1605年），太監張華題請改建石橋，建福德廟、文昌祠以鎮之。費數萬金。或说，万历帝生母李太后是通州漷县人，捐福德庙的大半修庙之资。桥梁于万历三十一年（1603年）动工。万历三十三年（1605年）建成，赐名“通运”。
清朝咸丰元年（1851年），由通州绅士丁鹤皋捐资，对通运桥进行一次小修。
通运桥北端原立有两块石碑，桥西石碑为“敕建通运桥碑记”，桥东石碑为“敕建通州桥福德庙碑记”，记述捐资改建石桥与建庙镇桥之事。现已无存。
1959年，通州区政府公布通运桥为区级文物保护单位。1995年10月，与张家湾城墙，以通运桥及张家湾镇城墙遗迹之名列为第五批北京市文物保护单位。2006年，以张家湾城墙及通运桥之名列为第六批全国重点文物保护单位——京杭大运河的子项。2013年，合并至大运河。
2017年2月相关报道中，通运桥周围环境恶劣，桥身石雕因被当地居民用来燃放烟花而损坏。东南侧桥头的麒麟石雕又受污水侵蚀。记者向通州区政府文委文物科询问时，朱科长表示，会立刻通知属地镇政府赴现场核实。同时，他们已向北京市文物局报批，准备今年对桥梁进行修缮。2022年，以“修旧如旧”的方式对张家湾城墙和通运桥进行修缮。通运桥的修缮工程包括通运桥整体及周边桥台的修缮。

## 桥体
通运桥为南北向，三券联拱式。桥梁全长43.5米，或说全长45米，桥身长33.6米。桥宽10米，或说桥面宽9.36米。
中券宽9米，券洞两侧上方雕有镇水兽，券洞壁上镶嵌碑记一方。两旁券洞宽7米。石桥两边共有狮雕望柱44根。2017年时，实际留存24根。上雕须弥座，座顶雕狮，雄雌相间，神态各异。2017年时，柱头石狮为23尊，相对完整的6尊。柱间嵌置栏板19块，栏板两面都有浮雕宝瓶荷叶，及叶脉。这种两面浮雕宝瓶的风格，为全国古桥中所独有。栏端设麒麟戗栏兽石雕，双角密鳞，昂头蹲坐。又以长方块花岗岩横砌金刚墙。现仅存石桥与残垣一段。
桥面保留有清晰的车辙印，同时桥面有不同程度损坏，但石桥结构完整坚固。2022年，对张家湾城墙和通运桥修复时，桥面石块以及桥两侧的石狮、浮雕宝瓶等均存在不同程度的残损。西侧一座石狮仅存半面，一座仅剩一条石腿。修缮时，对石狮等石制雕刻艺术品，按残损程度做清灰保养、补配复原等处理。打磨添配约七十块桥面石块。